# Jean Gilbert

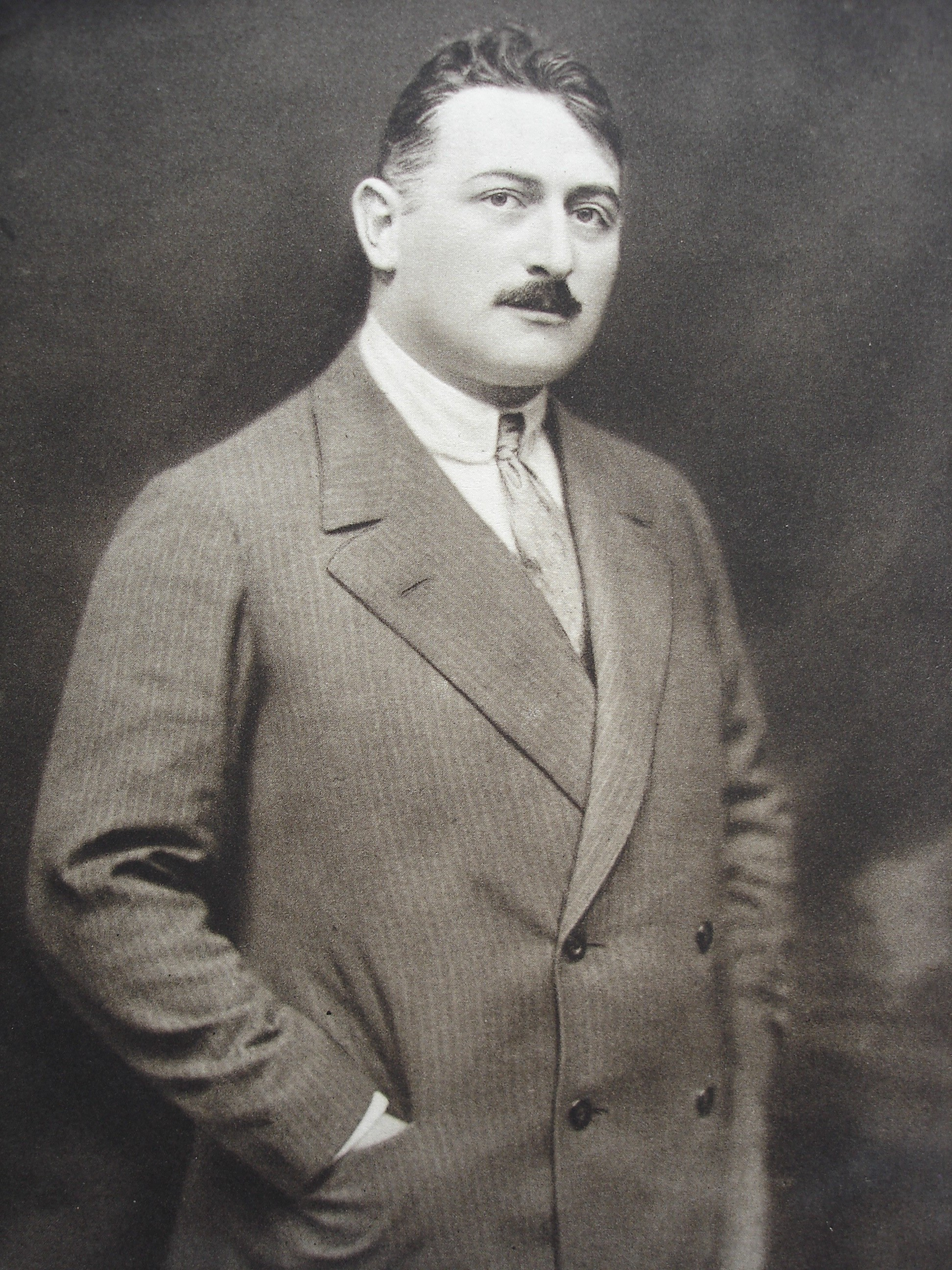
Jean Gilbert

Jean Gilbert, născut Max Winterfeld (n. 11 februarie 1879, Hamburg — d. 20 decembrie 1942, Buenos Aires) a fost un compozitor evreu, originar din Germania.
Cea mai cunoscută lucrare muzicală a sa în România este opereta Suzana.